# Osmoxylon spathipedunculatum
Osmoxylon spathipedunculatum là một loài thực vật có hoa trong Họ Cuồng cuồng. Loài này được (Philipson) Philipson mô tả khoa học đầu tiên năm 1976.